# Santiago Crespo
Santiago Crespo, nascido a 22 de agosto de 1970 na localidade navarra de Pamplona (Espanha), é um ex-ciclista profissional entre os anos 1991 e 1995.
Ao longo da sua carreira profissional não obteve nenhuma vitória, sendo o Giro de Itália de 1994 a única das grandes voltas que disputou, acabando na posição 67.º.

## Resultados em Grandes Voltas e Campeonato do Mundo
Durante a sua carreira desportiva tem conseguido os seguintes postos nas Grandes Voltas e nos Campeonatos do Mundo em estrada:
| Corrida            | 1991 | 1992 | 1993 | 1994 | 1995 |
| ------------------ | ---- | ---- | ---- | ---- | ---- |
| Giro d'Italia      | -    | -    | -    | 67.º | -    |
| Tour de France     | -    | -    | -    | -    | -    |
| Volta a Espanha    | -    | -    | -    | -    | -    |
| Mundial em Estrada | -    | -    | -    | -    | -    |

-: Não participa

## Equipas
- Amaya Seguros (1991-1993)
- Banesto (1994-1995)